# Секержитский, Егор Александрович
Егор Александрович Секержитский (1996—2022) — российский военнослужащий, командир мотострелковой роты воинской части Западного военного округа, старший лейтенант, Герой Российской Федерации (2022, посмертно).

## Биография
Родился 18 сентября 1996 года в Чите. Внук мэра Читы в 2001—2014 годах Анатолия Михалёва. В 2014 году Егор окончил читинскую среднюю школу № 49. В школьные годы участвовал в движении «Юнармия», был командиром роты почётного караула у Поста № 1.
После окончания школы поступил в Московское высшее общевойсковое командное орденов Ленина и Октябрьской Революции Краснознамённое ордена Жукова училище, которое окончил в 2018 году с золотой медалью. Служил в мотострелковых частях Западного военного округа.
С 24 февраля 2022 года участвовал во вторжении России на Украину. По данным российских СМИ «лично вынес из-под обстрела двух раненных», позднее «в селе Каменка вступил в бой с противником, в ходе боя героически погиб».
Похоронен 5 апреля 2022 года в Чите, рядом с могилой своего деда, экс-мэра и почётного гражданина Читы Анатолия Михалёва (1946—2019).
Указом Президента Российской Федерации от 11 августа 2022 года старшему лейтенанту Егору Александровичу Секержитскому за проявленные мужество и героизм присвоено звание Герой России (посмертно).

## Память
- 14 октября 2022 года в Чите на фасаде средней школы № 49 была открыта мемориальная доска в честь Егора Секержитского[6][7][8].

## Примечание
1. ↑  Учитель читинской школы о погибшем бойце Секержитском: «Для меня он всегда останется ребенком». chita.bezformata.com. Дата обращения: 7 апреля 2022. Архивировано 5 декабря 2022 года.
2. ↑  Герой Егор Секержитский. «Забайкалье – родина героев». Российское военно-историческое общество (30 октября 2022). Дата обращения: 5 декабря 2022. Архивировано 5 декабря 2022 года.
3. ↑  Забайкалец Егор Секержитский получил звезду Героя России посмертно. ИА REGNUM. Дата обращения: 7 апреля 2022. Архивировано 5 апреля 2022 года.
4. ↑  Во время спецоперации в Украине погиб внук бывшего мэра Читы Михалева. «Байкал24» (5 апреля 2022). Дата обращения: 5 декабря 2022. Архивировано 5 декабря 2022 года.
5. ↑  Глава комитета солдатских матерей Забайкалья рассказала о погибшем на Украине внуке Михалёва. ZabNews (2 сентября 2022). Дата обращения: 5 декабря 2022. Архивировано 5 декабря 2022 года.
6. 1 2  Губернатор Забайкалья рассказал, как Герой России спас раненых бойцов. РИА Новости (18 ноября 2022). Дата обращения: 5 декабря 2022. Архивировано 5 декабря 2022 года.
7. ↑  Артём Стромилов. Школе № 49 в Чите хотят присвоить имя Героя России Егора Секержитского. chita.ru (5 октября 2022). Дата обращения: 5 декабря 2022. Архивировано 5 декабря 2022 года.
8. ↑  Яна Легун. Герой России Егор Секержитский. Каким был молодой защитник Родины. ГТРК Чита (14 октября 2022). Дата обращения: 5 декабря 2022.